# Sa Llapasseta
Sa Llapasseta és una possessió del terme de Llucmajor, Mallorca, situada a la marina, al migjorn, situada entre sa Llapassa, sa Caseta, sa Torre i sa Bassa Crua. És una segregació del 1573 de sa Llapassa.

## Construccions
Les cases de la possessió tenen carrera al davant del buc principal, el qual està constituït per la casa de pagès, l'antiga torre de defensa i algunes dependències agropecuàries: una pallissa, estables, un forn, i les dependències annexes situades a la part posterior de la casa que tenen el sòtil esbucat; en una d'elles hi ha un antic molí de sang i l'altra és una pallissa. Situades de forma aïllada al voltant del buc principal hom hi troba altres instal·lacions per a usos agrícola-ramaders típiques de les possessions: un claper, una canera que ocupa una antiga vaqueria, dins un mateix bloc s'ubiquen unes solls, un magatzem i dues portasses cobertes amb voltes de canó. També es conserven instal·lacions hidràuliques tals com dos aljubs amb un abeurador, una cisterna i un pou. En diferents llocs hi ha dates inscrites: «1610» a la torre, «1850» a la pallissa, «1827» sota l'ampit de la finestra de la façana principal de l'habitació i una creu a la llinda, «1652» i l'emblema de Crist sobre la clau del portal d'entrada a la casa.

### Torre de defensa
La torre de defensa és del segle xvii (construïda entre 1650 i 1661), és de planta circular i està parcialment adossada a les cases. Té dues plantes i un terrat. El parament és de paredat antic amb restes de referit. Té dos buits ubicats de forma irregular: una finestra amb ampit i llinda de soca, un finestró esbocat i una espitllera. La coberta és de falsa cúpula a les dues plantes, i plana l'exterior. Té accés des del rebost de l'habitació a la planta baixa de la torre per un portal pla que dona pas a un passadís de paladar pla tallat en el mur de la torre; a l'interior hi ha un armariet de paret; el parament està parcialment emblanquinat. L'accés des de la planta baixa a la planta pis es realitzava per un forat obert a la coberta (actualment no és practicable i s'hi accedeix des de les cases). Adossats en el parament hi ha travessers de fusta que serveixen d'escala per accedir, a través d'un forat practicat a la falsa cúpula, en el terrat. En el terrat hom hi troba un parapet amb espitllera i troneres.